# Kocikowa
Kocikowa – wieś w Polsce położona w województwie śląskim, w powiecie zawierciańskim, w gminie Pilica.
| SIMC    | Nazwa         | Rodzaj    |
| ------- | ------------- | --------- |
| 0219508 | Czarny Las    | część wsi |
| 0219514 | Podlesie      | część wsi |
| 0219520 | Wola Kocikowa | część wsi |

W 1595 roku wieś położona w powiecie lelowskim województwa krakowskiego była własnością kasztelana oświęcimskiego Wojciecha Padniewskiego. W latach 1975–1998 miejscowość administracyjnie należała do województwa katowickiego.